# Vasili Tropinin

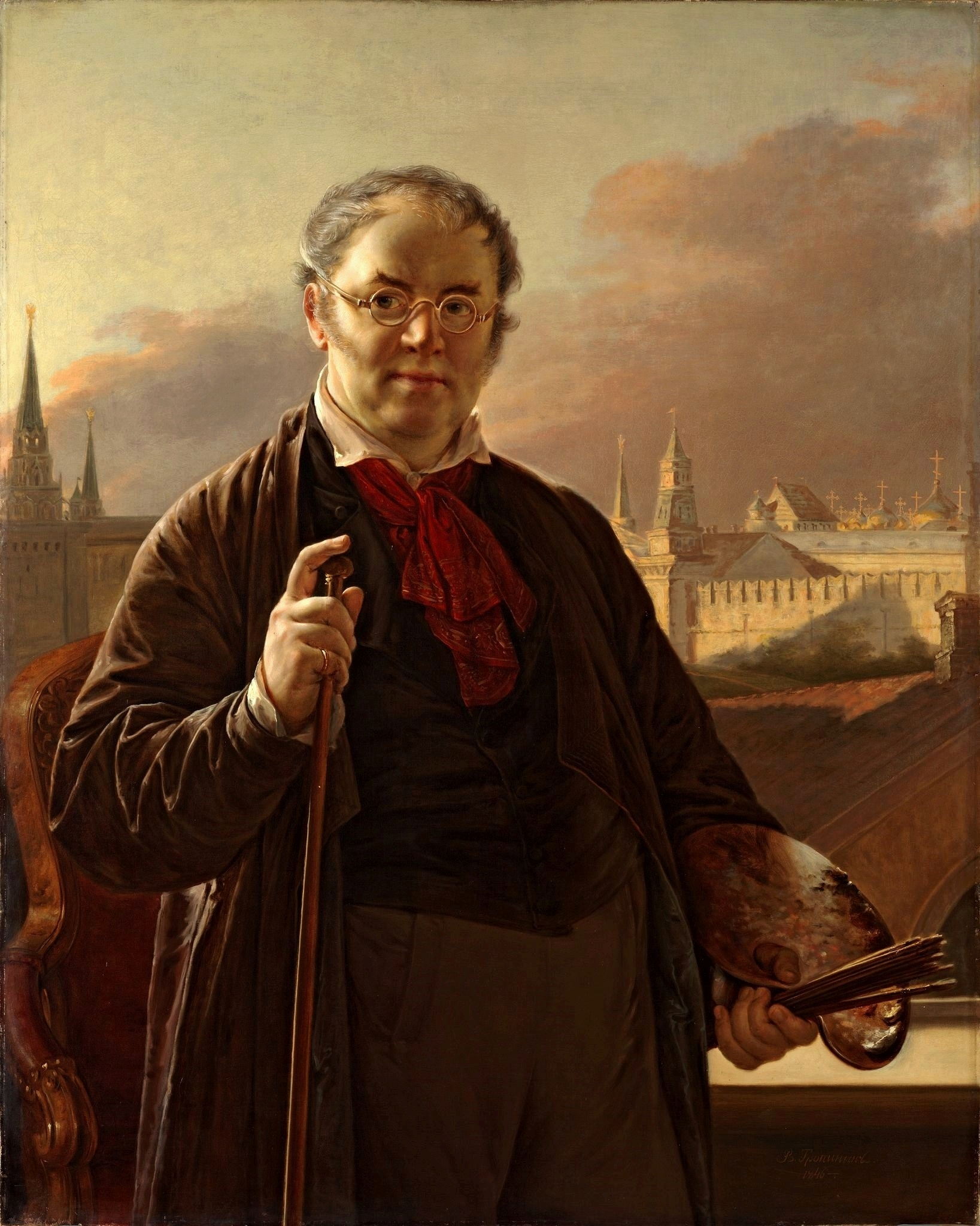
Zelfportret, 1846

Vasili Andrejevitsj Tropinin (Russisch: Василий Андреевич Тропинин), (Korpovo, gouvernement Novgorod, 30 maart 1776 - Moskou, 16 mei 1857) was een Russisch kunstschilder. Hij behoorde tot de stroming van de romantiek en maakte vooral naam als portretschilder.

## Leven en werk
Tropinin werd geboren als lijfeigene van graaf Burkhard Christoph von Münnich. In 1798 werd hij naar Sint-Petersburg gestuurd om in de leer te gaan bij een banketbakker. Omdat hij een bijzonder tekentalent had stond zijn toenmalige landheer graaf Morkov, de schoonzoon van Münnich, hem toe om teken- en schilderlessen te volgen aan de kunstacademie. In 1804 riep Morkov hem echter terug naar een van zijn landgoederen in Oekraïne, waar hij werkte als kleermaker en lakei. Daarnaast liet Morkov hem portretten van zijn familie maken en werken van Europese meesters kopiëren. Ook maakte Tropinin in die tijd veel portretten van de Oekraïense boerenbevolking, met veel psychologisch gevoel.
In 1823 werd Tropinin vrij man en verhuisde naar Moskou, waar hij uitgroeide tot een van de belangrijkste portretschilders van zijn tijd. Qua stijl wordt hij gerekend tot de stroming van de romantiek. Zijn werk was dan ook niet gespeend van enige sentimentaliteit. In 1824 werd hij gekozen tot lid van de Academie. Vanaf 1833 leidde hij de Moskouse School voor Schilderkunst, Beeldhouwen en Architectuur. 
Tropinin overleed in 1857, 81 jaar oud. Zijn werk is te zien in tal van grote Russische musea. In 1969 werd te Moskou het Tropininmuseum geopend.

## Galerij

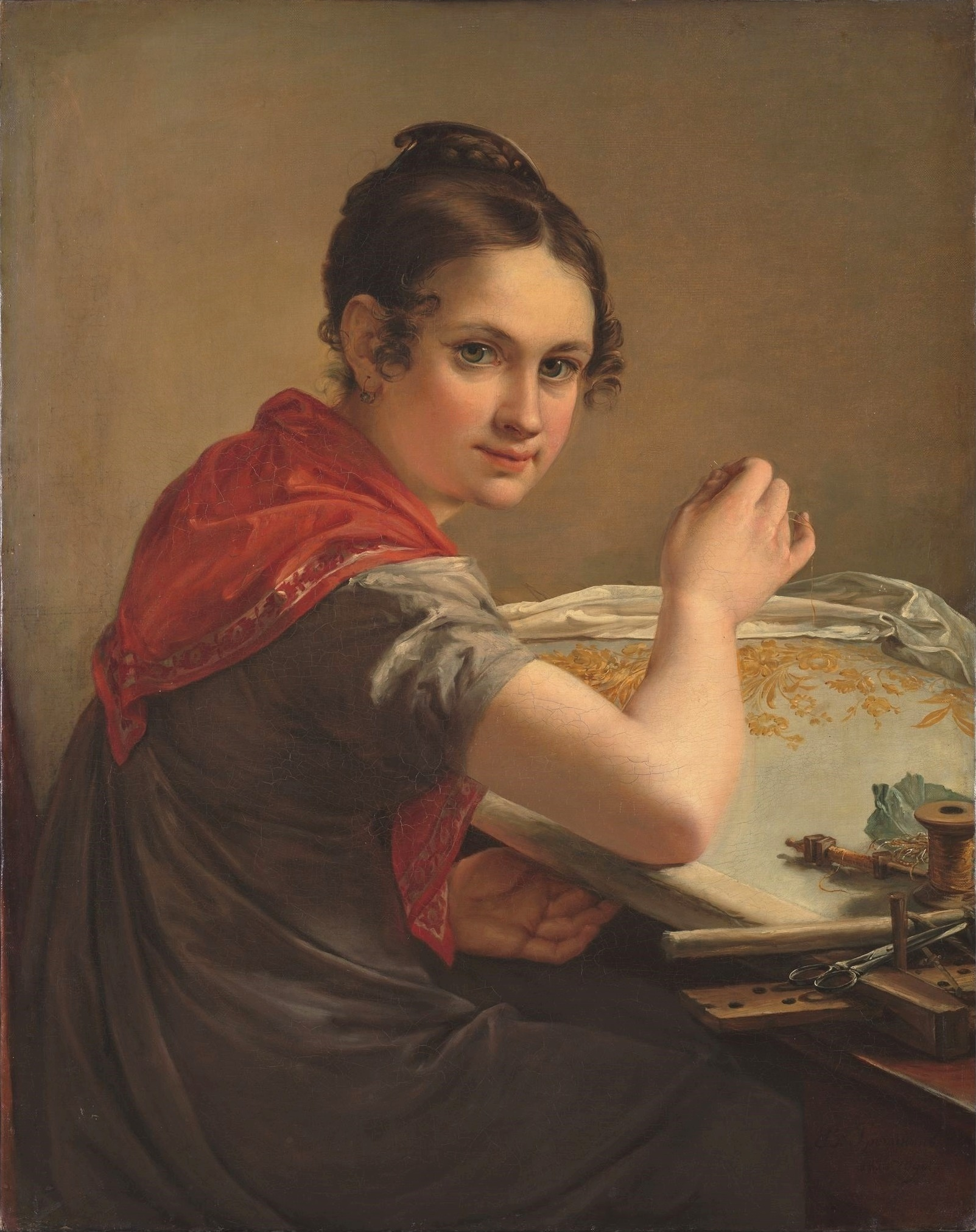
De goudstikster
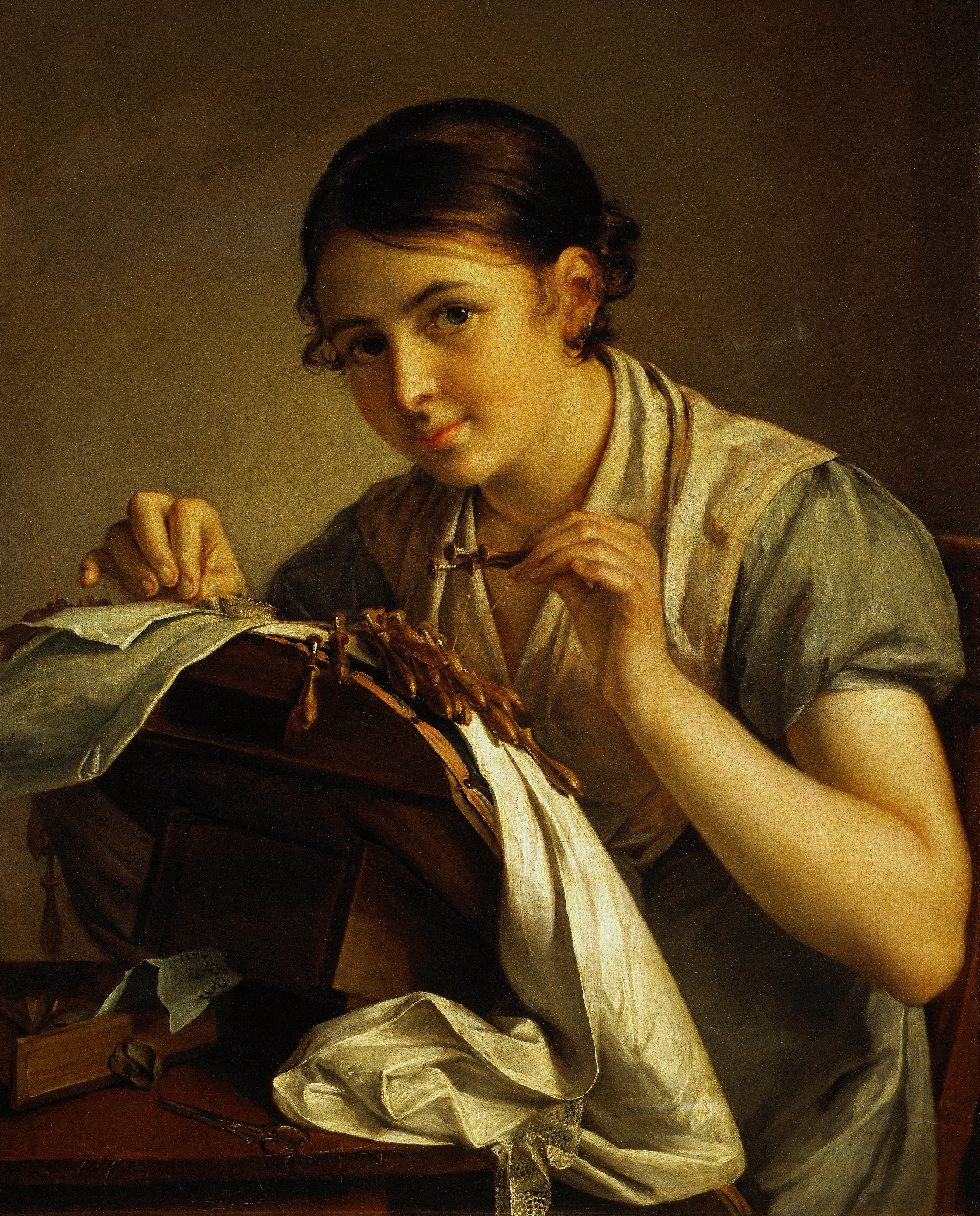
Kantmaakster
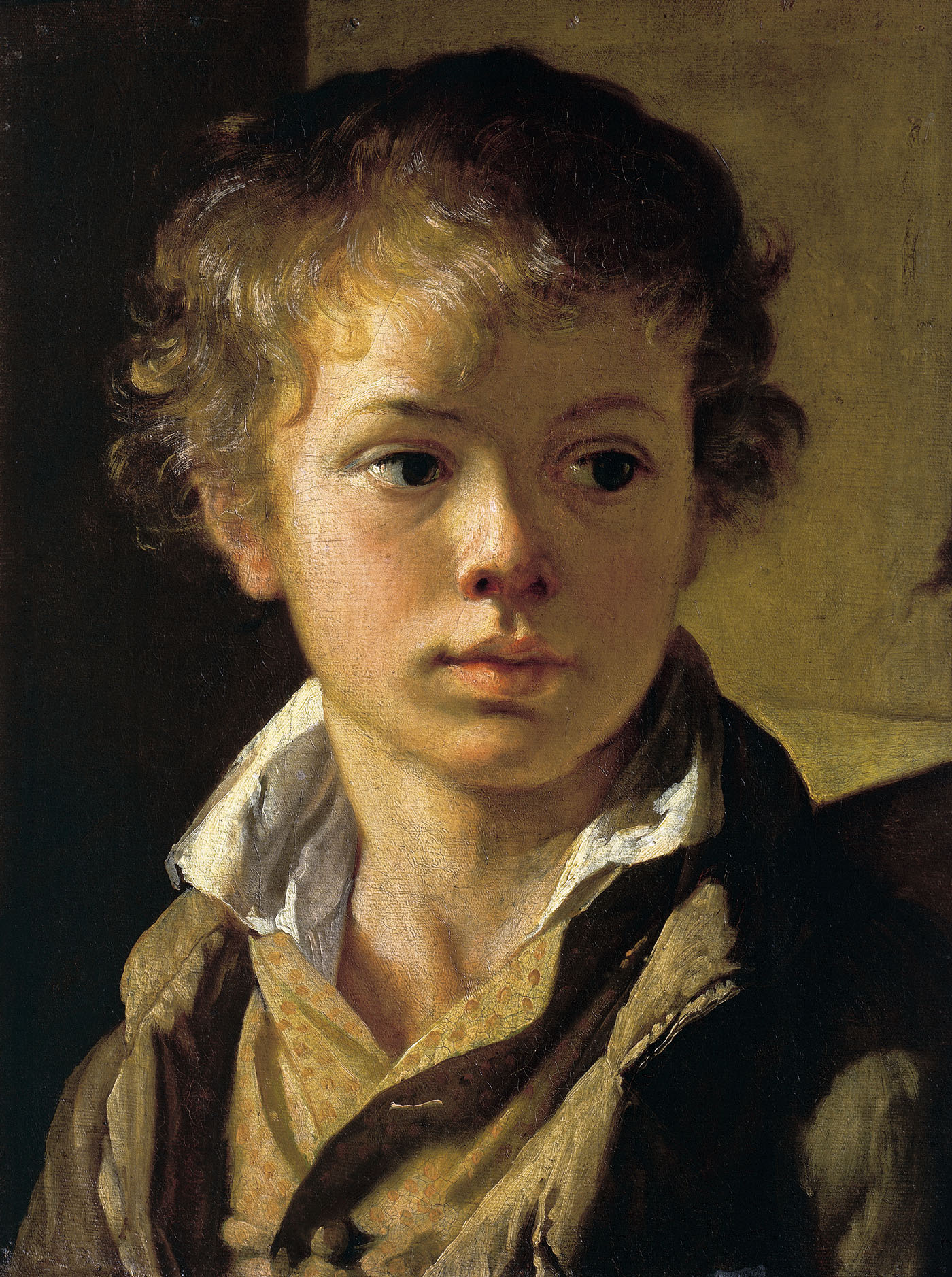
Arseni, de zoon van de schilder
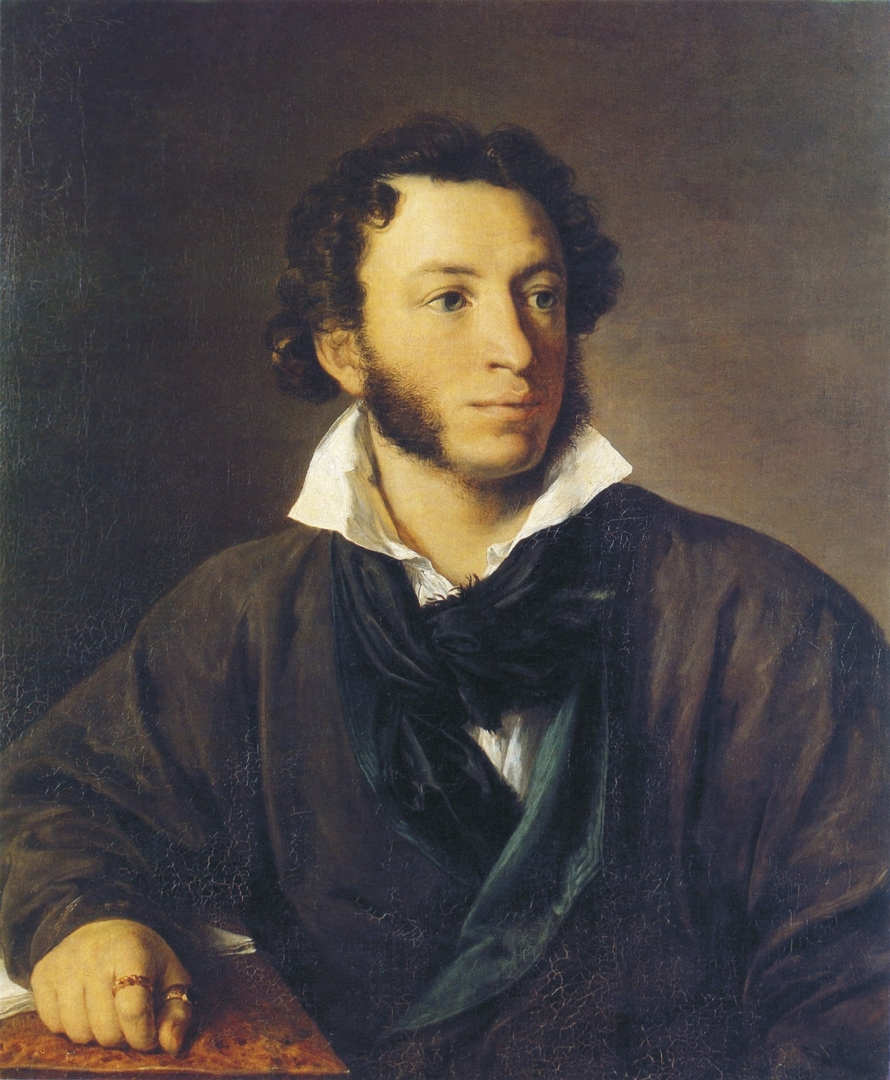
Aleksandr Poesjkin
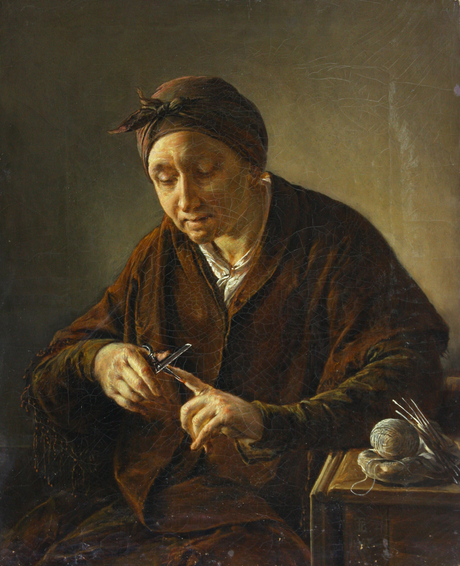
Nagelknippende vrouw
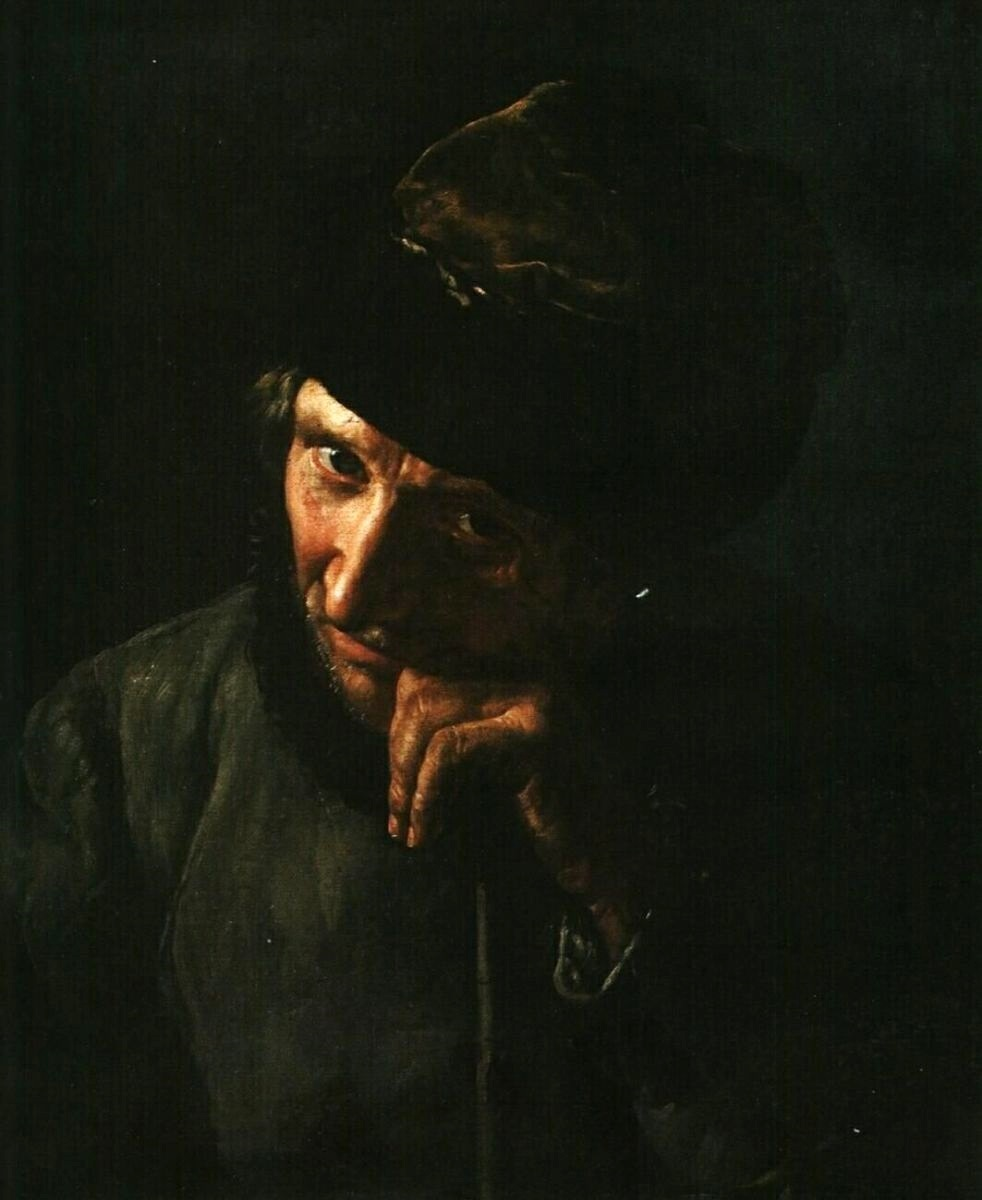
Koetsier